# Mursi

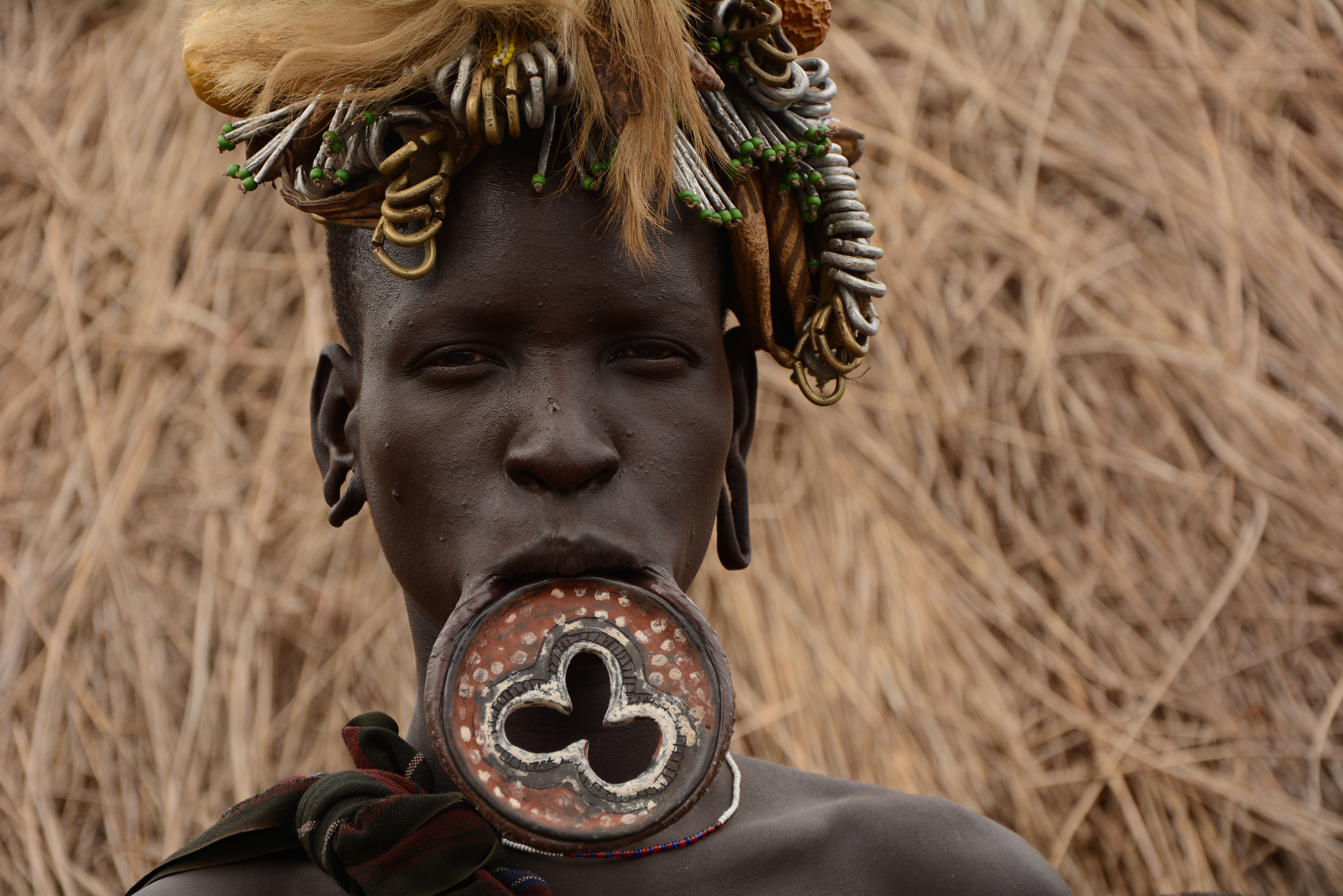
Mursi com seu botoque típico

O povo Mursi é um grupo étnico de cerca de 10 mil indivíduos que habitam o sudoeste da Etiópia. Rodeada por montanhas entres os rios Omo e Mago, o lar dos Mursi configura-se como uma das regiões mais isoladas do país.
A língua mursi pertence à categoria das línguas Surmic, e esta ao tronco linguístico das línguas nilo-saarianas.

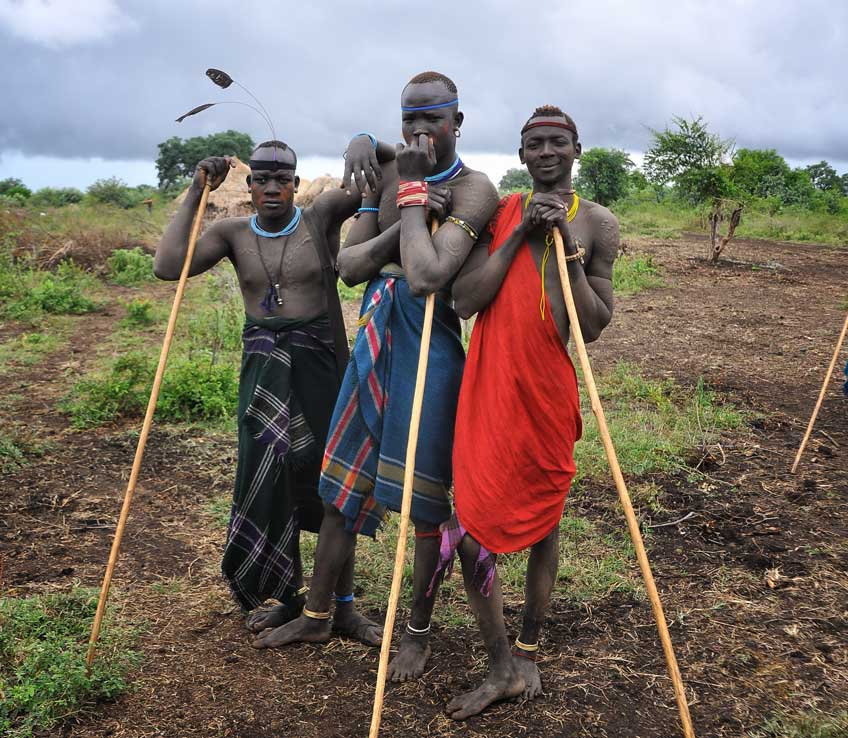
Homens mursi